# Henk Veerman
Henk Veerman (Volendam, 26 febbraio 1991) è un calciatore olandese, attaccante del Volendam.

## Carriera
Prodotto delle giovanili del Volendam, è promosso in prima squadra a partire dalla stagione 2013-14.
Nel 2015 si trasferisce all'Heerenveen, squadra di Eredivisie con cui sigla un contratto biennale. Debutta nel massimo campionato olandese il 4 febbraio 2015 in una sconfitta casalinga per 3-1 contro il Feyenoord, subentrando al 90' al compagno di squadra Mark Uth.

## Palmarès

### Club

#### Competizioni nazionali
- Eerste Divisie: 1

Volendam: 2024-2025

### Individuale
- Capocannoniere della Eerste Divisie: 2

2023-2024 (23 reti), 2024-2025 (26 reti)